# M0n0wall

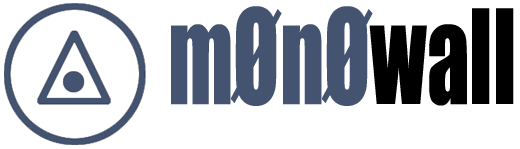
Logo m0n0wall

m0n0wall – nierozwijana już dystrybucja FreeBSD zaprojektowana do działania jako zapora sieciowa. Działa ona na wielu platformach sprzętowych, w tym na komputerze klasy PC, na którym może działać ona także w trybie LiveCD. Autorem m0n0walla jest Manuel Kasper. m0n0wall składa się z jądra i narzędzi zapożyczonych z systemu FreeBSD oraz autorskich mechanizmów konfiguracji, stworzonych na potrzeby dystrybucji, a wynikające z jej przeznaczenia.
Ostatnie wydanie m0n0walla, oznaczone numerem 1.8.1, jest oparte na FreeBSD 8.4. Więcej informacji o zmianach.

## Funkcjonalność
Niektórymi funkcjami m0n0wall są:
- filtr pakietów
- sieci VPN typu IPsec oraz PPTP
- translacja adresów w pakietach wychodzących i przychodzących
- filtrowanie pakietów wychodzących i przychodzących
- obsługa sieci wirtualnych kompatybilnych z 802.1q
- zastępowanie komercyjnego routera
- m0n0wall wprowadza dwie innowacje pod względem sposobu konfigurowania systemu z rodziny BSD. Pierwszą z nich jest kontrolowanie niemal całości systemu przez skrypty napisane w języku PHP. Dotyczy to także skryptów startowych. Drugą jest przechowywanie całej konfiguracji systemu w plikach XML.
- m0n0wall może być uruchamiany z kart pamięci przeznaczonych do aparatów cyfrowych, płyt cd i dysków twardych. W przypadku płyt CD mankamentem jest zapis konfiguracji pomiędzy restartami routera na dyskietce magnetycznej. Niesie to ze sobą większe zużycie energii elektrycznej oraz większą podatność na uszkodzenia.